# Dicranota elegantula
Dicranota elegantula är en tvåvingeart som först beskrevs av Enrico Adelelmo Brunetti 1912.  Dicranota elegantula ingår i släktet Dicranota och familjen hårögonharkrankar. Inga underarter finns listade i Catalogue of Life.